# Abu l-Id Dudu
Abu l-Id Dudu (arabisch أبو العيد دودو, DMG Abū l-ʿĪd Dūdū; * 1934 in Djidjelli; † 16. Januar 2004) war ein algerischer Schriftsteller, Literaturwissenschaftler und Übersetzer.
Er studierte in Tunis, Bagdad und Wien. Nach seiner Promotion lehrte er an der Universität Algier Arabische Literatur. Dudu verfasste Erzählungen und Dramen.

## Werke (Auswahl)
- Olivensee, Erzählungen, 1967
- Der Kinderschreck, Erzählung, 1968, aus dem Arabischen übersetzt von Harald Funk
- Der Erdboden, Drama, 1968
- Das Haus der drei und andere Geschichten, Erzählungen 1971